# Suono Dolce
Suono Dolce（スォーノ・ドルチェ）はニッポン放送が制作したインターネットラジオ局、デジタルラジオ推進協会 東京実用化試験局のサービス。

## 概要
ニッポン放送はBSデジタルラジオ、インターネットラジオ局としてLFX mudigiをサービス展開していたが、地上デジタルラジオ開始にあたり、リブランディングを行うことを2007年2月23日に発表した。同年4月1日にLFX mudigiが閉局すること、翌4月2日からD-JOLFのメインチャンネルの扱いで、新たに「丸の内発のラブソング専門局」と銘打ち、「Suono Dolce」として開局することが発表された。
キャッチコピーは「Love songs from Marunouchi」。当時ニッポン放送のデジタル&イベント局デジタルコンテンツ部長（現：代表取締役社長）である檜原麻希は、頻りに「More Music, Less Talk. AMっぽく（トークメイン）では無く、FMの（優雅な雰囲気で音楽メインの番組構成）様に」と演者、スタッフに求めていた。
「Suono Dolce」の意味はイタリア語で「甘い音楽 (Sweet Sound)」である。また、地上波のラジオを放送しているニッポン放送では同局が所在する東京都千代田区有楽町をアピールしているが、当該インターネットラジオ局では、キャッチコピーに記されている有楽町の北隣に所在する丸の内を前面に推しており、一部番組では丸の内に所在する企業とのタイアップ企画を積極的に推し進めていた。
番組はニッポン放送9階に所在する旧：スタジオXを改装し、名称を変更した「Studio Dolce」から放送しており、一部番組は動画も併用配信している。2011年3月31日にて地上デジタルラジオ実用化試験放送終了に伴い、電波での放送は終了。翌4月1日以降、インターネット配信のみとなった。
その後、2017年12月8日に開局10年をもって、インターネット配信環境の発展的解消のため、2018年1月26日の23:59で配信終了が決定したことをチャンネル公式Twitterアカウントで告知。配信終了日の特番では、過去同チャンネルでパーソナリティを務めたタレント、アナウンサーが出演した。

## 利用方法
地上デジタルラジオ
KDDI及び沖縄セルラー電話のauCDMA 1X WINの携帯電話のデジタルラジオ「9501ch」
対応機種：W44S、W51T、W52T、W51SH、W52H、W54T
フルブラウザ
- 公式Webサイト
- kikeruツールバー

スマートフォンアプリ
- オリジナルアプリケーション「Suono Dolce by ニッポン放送[5][6]」 ※iOS、Android、Windows Phone[7]
- W＋Radio※W-ZERO3（WILLCOM）専用アプリ

## 放送時間

### 配信終了時点
- 月 - 土曜：6:00 - 3:00 - 2011年4月1日 - 2018年1月26日
- 日曜：6:00 - 1:00

### 過去
2011年3月11日に発災した東日本大震災に伴い、ニッポン放送の地上波で放送した報道特別番組をサイマル放送。そのため、同年3月11日から14日の午後迄通常編成を休止した
地上波デジタルラジオ
- 月 - 土曜：6:00 - 3:00[注 2]日曜：6:00 - 1:00 - 2010年4月26日 - 2011年3月31日
- 月 - 土曜：8:00 - 翌3:00、日曜：8:00 - 1:00 - 2008年3月31日 - 2010年4月25日
- 月 - 土曜：9:00 - 2:00、日曜：9:00 - 1:00 - 2007年10月1日 - 2008年3月30日
- 全日：9:00 - 0:00 - 2007年4月2日 - 9月30日

## 番組一覧

### 放送終了時点
- Bitter Sweet Love Songs

平日：6:00 - 13:00、14:00 - 18:00、1:00 - 3:00
土曜：6:00 - 13:00、14:00 - 21:00、1:00 - 3:00
日曜：6:00 - 13:00、14:00 - 21:00
パーソナリティー： Catherine Kobayashi（タレント）、David Shaw
- Midnight Cruise

全日：22:00 - 1:00
パーソナリティー：Dave Fromm

### 過去
- Marunouchi Soundscape - 2012年4月 - 2017年12月31日

全日：13:00 - 14:00、21:00 - 22:00※再放送
パーソナリティ:東海林舞（キャスター、ラジオパーソナリティ） - 2017年3月 - 2017年12月、堀内尚子（タレント、ラジオパーソナリティ）
- Cafe Dejeuner - 2012年4月6日 - 2016年3月25日

金曜：12:00 - 14:00
パーソナリティー：延時成実（モデル） - 2015年4月4日 - 2016年3月25日、犬伏まり（モデル） - 2012年4月6日 - 2014年3月28日、渡辺枝里子（モデル） - 2014年4月4日 - 2015年3月27日
- TOKYO AFTER6

平日：18:00 - 21:00 - 2007年4月2日 - 2012年3月30日
- MUSIC GO ROUND - 2012年6月5日 - 2016年3月31日

平日： 20:00 - 22:00※月初週のみ生放送、以下放送週はリピート扱い
また、パーソナリティは日替わりで各レコード店関連の人間が担当し、金曜のみアーティストが担当していた
キュレーター：月曜：オンラインストア店長、東京都所在店舗の店長（ヴィレッジヴァンガード）
火曜：九龍ジョー - 2015年5月 - 、フリーペーパー「intoxicate」編集部、長澤香奈※K-POP、K-POP情報関連SNS担当スタッフ（タワーレコード）
水曜：行達也（CDショップ大賞実行委員、モナレコード店長）
木曜：金子厚武（音楽ライター） - 2015年1月 - 2016年3月、原田竜太 - 2014年5月 - 2015年4月、塩澤彩 - 2014年5月 - 2015年4月、BounDEE宣伝担当 - 2012年6月  - 2016年3月
金曜：月替わりアーティストSP
（中塚武（音楽プロデューサー） - 2012年6月、9月、2013年1月、11月、2014年2月、5月、9月、12月、2015年3月、7月、Paris match - 2012年7月、11月、2013年1月、8月、2014年3月、6月、10月、2015年2月、6月、ナカムラヒロシ（音楽プロデューサー） - 2012年8月、12月、2014年11月、2016年2月、ミッツ・マングローブ、増田みのり（当時：ニッポン放送アナウンサー） - 2012年10月、2013年5月、Cana（SOTTE BOSSE） - 2013年4月、6月、9月、2014年7月、バニラビーンズ - 2013年7月、藤澤ノリマサ - 2013年10月、山崎あおい - 2014年1月、池川兄弟（フラメンコギターデュオ） - 2014年8月、黒木渚 - 2015年1月、Fried Pride - 2015年4月、名渡山遼、Tomoki Sato（ウクレレ演奏者） - 2015年8月）
- SUNDAY SPARKLING NIGHT - 2012年4月8日 -

日曜：23:00 - 27:00
パーソナリティー：新保友映（当時：ニッポン放送アナウンサー）
- BonjourHappiness

平日：8:00 - 9:00 - 2015年4月1日 - 9月30日
パーソナリティー：月 - 水曜：中川倫子、木、金曜：髙島英里奈